# Kozy a ovce
Kozy a ovce (Caprinae) je podčeleď většinou středně velkých býložravců. Mezi člověku nejznámější zástupce patří koza domácí a ovce domácí. Celá podčeleď spadá do turovitých, do kterých v jiných vývojových větvích spadají i antilopy nebo tur domácí.
Jsou to sociální, ve stádech žijící zvířata, mnoho druhů je přizpůsobeno k životu v drsných podmínkách.

## Taxonomie
Seznam je postupně hierarchicky uspořádán podle tribu, rodu, druhu případně poddruhu.
- Ovibovini
  - takin (Budorcas)
    - takin (Budorcas taxicolor)

  - pižmoň (Ovibos)
    - pižmoň severní (Ovibos moschatus)
- Caprini
  - paovce (Ammotragus)
    - paovce hřivnatá (Ammotragus lervia)

  - tahr[1] (Arabitragus/Hemitragus/Nilgiritragus)
    - tahr arabský – Arabitragus (Ammotragus lervia)
    - tahr himálajský – Hemitragus (Hemitragus jemlahicus)
    - tahr jihoindický – Nilgiritragus (Hemitragus hylocrius)

  - koza/kozorožec (Capra)
    - kozorožec kavkazský (Capra caucasica)
      - kozorožec dagestánský (Capra caucasica cylindricornis)

    - koza šrouborohá (Capra falconeri)
    - koza bezoárová (Capra aegagrus)
      - koza domácí (Capra aegagrus f. hircus)

    - kozorožec horský (Capra ibex)
    - kozorožec núbijský (Capra nubiana)
    - kozorožec iberský (Capra pyrenaica)
    - kozorožec sibiřský (Capra sibirica)
    - kozorožec walia (Capra walie)

  - ovce (Ovis)
    - ovce tlustorohá (O. canadensis),
    - ovce aljašská (O. dalli),
    - ovce sněžná (O. nivicola),
    - argali altajský (O. ammon) – známý jako ovce středoasijská či archar,
    - argali mongolský (O. darwini),
    - argali Severtzovův (O. severtzovi),
    - argali karatauský (O. nigrimontana) – známý jako argali turkestánský,
    - argali Marco Polův (O. polii) – známý jako ovce pamírská,
    - argali tibetský (O. hodgsoni),
    - argali čínský (O. jubata) – možná vyhynulý,
    - argali ťanšanský (O. karelini),
    - argali kazašský (O. collium),
    - ovce stepní (O. vignei),
    - ovce paňdžábská (O. punjabiensis),
    - ovce bucharská (O. bochariensis),
    - ovce obloukorohá (O. cycloceros) – známá jako arkal či arkar,
    - ovce isfahánská (O. isphahanica) – možný divoký předek některých populací ovce domácí,
    - ovce laristánská (O. laristanica) – možný divoký předek některých populací ovce domácí,
    - ovce kruhorohá (O. gmelini, syn. O. orientalis) – známá jako muflon asijský či urial, divoký předek domestikované ovce domácí a zdivočelých muflonů,
      - ovce domácí (O. gmelini f. aries, syn. O. orientalis f. aries) – domestikovaná ovce kruhorohá, některé populace mohou pocházet z ovce isfahánské či z ovce laristánské,
      - muflon evropský (O. gmelini musimon, syn. O. orientalis musimon) – zdivočelá ovce domácí,
      - muflon kyperský (O. gmelini ophion, syn. O. orientalis ophion) – zdivočelá ovce domácí,

    - ovce arabská (O. arabica).

  - nahur (Pseudois)
    - nahur modrý (Pseudois nayaur)
    - nahur Schaeferův (Pseudois schaeferi)
- Naemorhedini
  - serau (Capricornis)
    - serau malý (Capricornis crispus)
    - serau velký (Capricornis sumatraensis)
    - serau tchajwanský (Capricornis swinhoei)
    - serau čínský (Capricornis milneedwardsii)
    - serau červený (Capricornis rubidus)
    - serau himálajský (Capricornis thar)

  - goral (Nemorhaedus)
    - goral červený (Nemorhaedus baileyi)
    - goral sečuánský (Nemorhaedus griseus)
    - goral tmavý (Nemorhaedus goral)
    - goral východní (Nemorhaedus caudatus)

  - kamzík (Oreamnos)
    - kamzík bělák (Oreamnos americanus)

  - kamzík (Rupicapra)
    - kamzík horský (Rupicapra rupicapra)
      - kamzík horský tatranský (Rupicapra rupicapra tatrica)

    - kamzík středozemní (Rupicapra pyrenaica)